# مدرسه طالبیه تبریز
مدرسه طالبیه تبریز از مدارس علوم دینی و از بناهای تاریخی در شهر تبریز است. این مدرسه که در بازار و در کنار مسجد جامع تبریز واقع گردیده، در نیمه دوم قرن یازدهم هجری از طرف طالب‌خان، پسر حاج اسحاق تبریزی ساخته شده و طبق وقف‌نامه‌ای که به مُهر و امضای تعدادی از عالمان روحانی رسیده، در سال ۱۰۸۷ق پایان یافته است. مدرسه طالبیه به‌جهت جایگاه آن، محل تحصیل بزرگانی از آن خطه بوده و به‌دلیل موقعیت جغرافیایی، محل مراجعه عموم مردم و مکانی برای اجتماعات فرهنگی و اجتماعی بوده است.

## تاریخچه و بانی مدرسه
بانی عمارت غربی معلوم نیست، اما عمارت شمالی آن در نیمه دوم قرن یازدهم هجری از طرف حاج طالب‌خان پسر حاج اسحاق تبریزی ساخته شد. در سال ۱۰۸۷ق مصادف با سال ۱۰۵۴ش پس از پایان عمارت طالبیه، درآمدهایی به آن وقف شد که این وقف‌نامه را چهارده تن از مجتهدان طراز اول شهر تبریز امضا کرده‌اند. عمارت ضلع شرقی مدرسه، یعنی کتابخانه و مدرسه جدید در سال ۱۳۶۷ق مصادف با ۱۳۲۷ش به وسیله محمدباقر خوئی کلکته‌چی که یکی از بازرگانان نیکوکار تبریز بود، ساخته شد.

## معماری
مدرسه در بازار بزرگ و در کنار مسجد جامع تبریز واقع شده است. مدخل آن دالانی است که سطحش قریب به یک‌مترونیم از کف بازار پایین‌تر است. بالای در بزرگ ورودی مدرسه طالبیه، زیر طاق مقرنس زیبای مدخل مدرسه دو سنگ‌نوشته مرمری نصب شده که فرمان بخشش مالیات و عوارض شهر از طرف فتحعلی شاه قاجار را در خود دارد. اثری که در صحن این مدرسه به جا مانده، حوضچه سنگی یک پارچه‌ای به شکل جام زیبایی از سنگ سیاه تراشیده و کنده شده است.

## کتابخانه
مدرسه طالبیه دارای کتابخانه‌ای بوده که بیش از چندین هزار جلد کتاب از منابع دسته اول و دوم است. برخی کتب خطی در کتابخانه مدرسه موجود است که جهت حفظ آن‌ها به کتابخانه جعفریه که کتابخانه مشترک مدرسه طالبیه و ارشاد اسلامی است، انتقال یافته است. در این کتابخانه بیش از ۳۰هزار جلد کتاب مرجع و ۳۵۰ جلد کتاب خطی، سنگی و سربی وجود دارد و به‌غیر از طلاب علوم دینی تبریز، دانش‌آموزان، دانشجویان و پژوهشگران از منابع این کتابخانه نیز استفاده می‌کنند.